# Juvénal Uwilingiyimana
Juvénal Uwilingiyimana (* 1951 (?); † aufgefunden am 17. Dezember 2005 in Brüssel) war ein ruandischer Handelsminister.

## Leben
Juvénal Uwilingiyimana stammte aus der Präfektur Gisenyi im Nordwesten des Landes. 1989 war er Handelsminister und 1994 Direktor der staatlichen Tourismusbehörde.
Uwilingiyimana wurde bereits seit dem 22. November 2005 vermisst. In Ruanda sollte ihm vor dem UN-Tribunal für Ruanda (ICTR) für seine Beteiligung an dem 1994 stattgefundenen Völkermord, an dem er eine Schlüsselrolle innegehabt haben soll, der Prozess gemacht werden. Seit 1998 lebte er in Belgien. Das ICTR mit Sitz in Arusha hatte am 13. August 2005 einen internationalen Haftbefehl gegen ihn erwirkt. Bis zu seinem Verschwinden kooperierte er mit den Ermittlern des ICTR und wies alle Vorwürfe zurück. Die Todesursache konnte bislang nicht geklärt werden.